# Cheval baroque

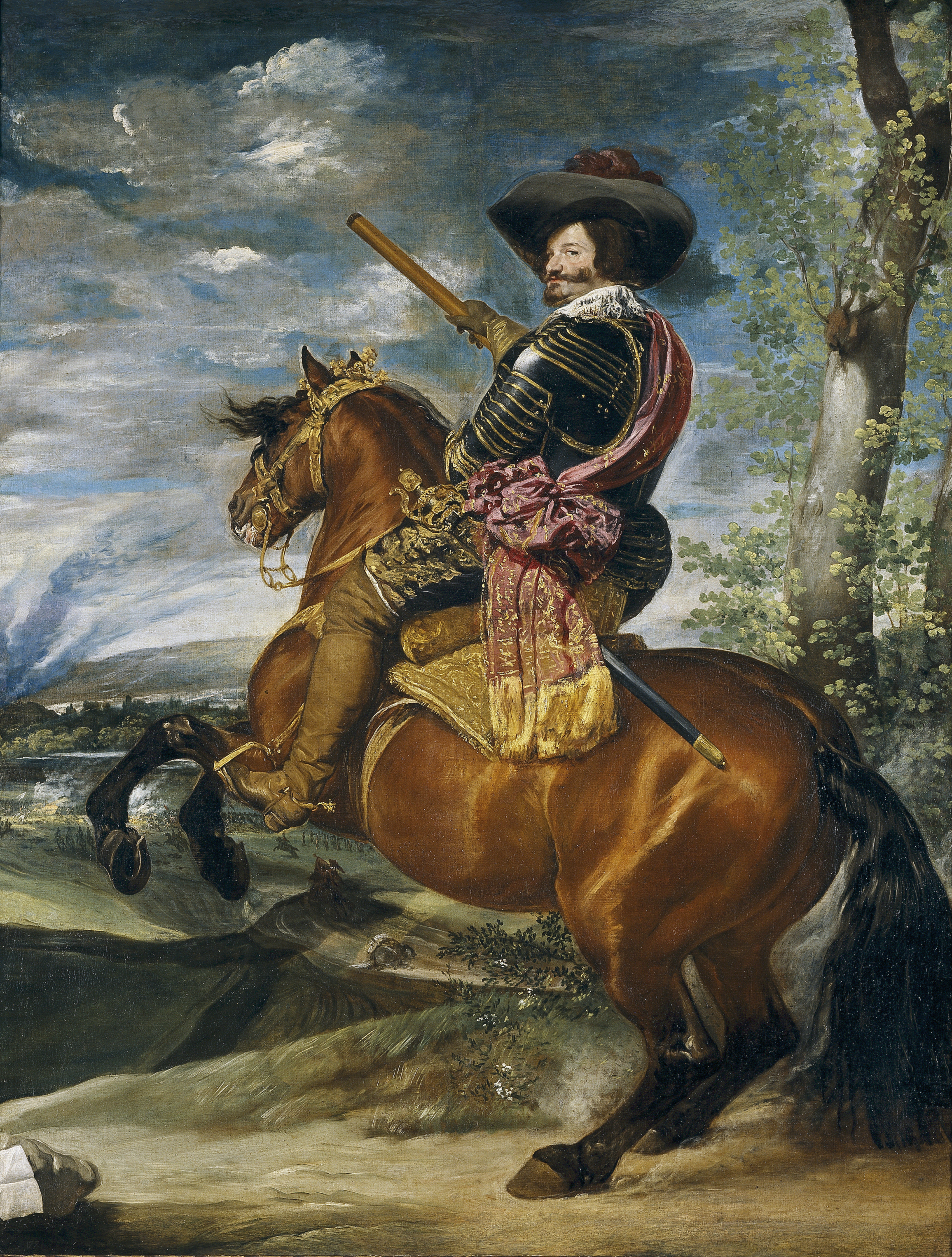
Image historique d'un cheval baroque classique

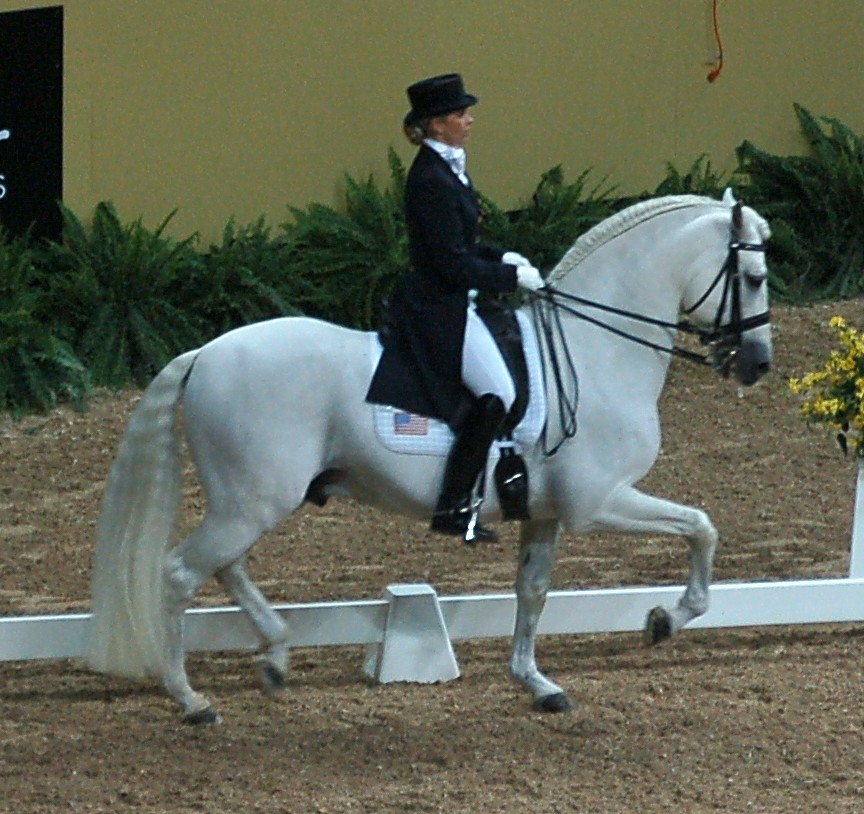
Cheval andalou moderne

Un cheval baroque est un type de cheval généralement agile et de forte constitution, descendant des chevaux du Moyen Âge comme le destrier et le palefroi. Ses ancêtres incluent le cheval napolitain et le cheval ibérique et des  ascendances barbes lui sont connues durant le Moyen Âge, tout comme pour le genêt d'Espagne. Ils sont caractérisés par une puissante arrière-main très musclée, un cou arqué, un profil droit ou légèrement convexe et, habituellement, une épaisse crinière et une queue bien fournie, aux crins parfois ondulés. Ces chevaux sont particulièrement adaptés à la discipline de la Haute École et du dressage classique.

## Histoire des chevaux baroques
Très réputés durant la Renaissance pour la haute école, ces chevaux ont connu une grande désaffection durant la période d'engouement immodéré pour le pur-sang anglais, qui faillit causer la disparition pure et simple de nombre de ces races de la fin du XIXe siècle à la moitié du XXe. 

## Races considérées comme baroques
Les races modernes incluses dans cette catégorie comprennent les andalous, le lipizzan, le frederiksborg, le frison, Kladruber, le Knabstrup (de type non-sport), le Minorquin, le Murgese et le lusitanien. Les lipizzans sont probablement les plus connus des  races baroques en raison de la vitrine nationale dont ils disposent à l'école de Vienne, en Autriche.